# Pluralisme juridique
Le pluralisme juridique est l’application d’idées pluralistes à l’étude du droit, visant à rendre compte de la variété des modes de production des règles de droit et de la complexité de leurs articulations. Le pluralisme juridique sert ainsi principalement à discuter les formes coloniales de subordination dans la coexistence d’ordres juridiques sur un même territoire. Il est aussi utilisé pour interroger les relations entre différentes sortes de normes et le droit des États.

## Histoire du concept
L'expression est apparue sous la plume du sociologue Georges Gurvitch au début des années 1930.
Pour Leopold Pospíšil, qui étudie le droit de plusieurs sociétés papoues, le pluralisme juridique est une approche en anthropologie qui reconnaît qu'au sein de chaque société, il y a toujours différents groupes pratiquant chacun des manières propres de se donner des normes et de les appliquer. Selon lui, il n'y a donc jamais un unique ordre juridique dans une société, mais plutôt plusieurs milieux dont les façons de voir le droit interagissent entre elles.

## Occurrences

### État et Église
La "souverainté parallèle" entre les États pré-moderne et l'Église catholique a été une situation acceptée en Europe à la fin du Moyen-Âge et le déut des Temps Modernes, à tel point qu'elle peut être considérée comme l'ADN même de la culture occidentale. Même si ces autorités furent parfois en conflit, en temps normal, l'Église et l'État se soutirent mutuellement à tel point qu'il est possible de parler de "pluralisme juridique collaboratif".
Les théologiens-juristes espagnols des XVIe et XVIIe siècles, comme Domingo de Soto ou Tomás de Mercado, favorisaient ainsi les interactions entre le droit de l'État et celui de l'Église,. Ce-dernier considérait d'ailleurs les confesseurs, juges de la conscience du croyant, comme un véritable agent d'application du droit étatique.

### Ordres juridiques autochtones et colonisation
La notion de pluralisme juridique est d'abord mobilisée dans le contexte des empires coloniaux afin d'intégrer le droit objectif des nations colonisées dans le système du droit colonial: on parle alors de pluralisme juridique au sens faible ,. Cela se traduit par des tentatives de faire appliquer le droit local par le système judiciaire colonial lui-même, comme par exemple dans le cas de la colonisation britannique de l'Inde au cours de laquelle les juges anglais réinterprétaient le droit hindou. Cette intégration peut se poursuivre après la décolonisation, quand l'État post-colonial continue de traiter les ordres juridiques locaux comme des coutumes sans autonomie,.
Dans ces contextes post-coloniaux, le pluralisme juridique peut être mobilisé à des fins de dialogue interculturel, afin de comparer les différentes traditions de gouvernance suivant l’adage ubi societas ibi ius, par exemple concernant les ordres juridiques autochtones au Canada. Cela ne signifie pas une projection écrasante de la conception occidentale du droit, mais une mise en équivalence qui garde en ligne de compte l'altérité des pratiques comparées.

## Articulation des États avec des normes non-étatiques
Le pluralisme juridique désigne aussi une branche de la sociologie du droit qui cherche à identifier les formes de normativité et de juridicité autonomes au sein des sociétés étatiques et à comprendre leur articulation avec le système central de l'État.

### Monographies
- Castaldo André, Introduction historique au droit, Paris, Dalloz, impr. 2013, cop. 2013, 785 p. (ISBN 978-2-247-10107-8 et 2247101070, OCLC 862756019)
- Barraud Boris, Théories du droit et pluralisme juridique. Tome I, Les théories dogmatiques du droit et la fragilité du pluralisme juridique, Aix-en-Provence, Presses Universitaires d'Aix-Marseille, 2016, cop. 2016, 691 p. (ISBN 978-2-7314-1029-7 et 2731410299, OCLC 970344878)
- Ben Dahmen Khédija, Interactions du droit international et du droit de l'Union européenne: un pluralisme juridique rénové en matière de propriété industrielle, Paris, L'Harmattan, 2013, 663 p. (ISBN 978-2-296-99771-4 et 2296997716, OCLC 863130506)
- Abderemane Hamidou, Approche anthropologique du règlement des conflits aux Comores, Université Paris Nanterre, 2021 (lire en ligne)
- José del Carmen Ortega, Le pluralisme juridique et les peuples autochtones, 10 février 2005 (lire en ligne)
- Caroline Gau-Cabée, « La tentation moniste et la réception du modèle juridique occidental en Afrique subsaharienne francophone après 1960 », dans Le métissage des droits en Afrique subsaharienne francophone, Presses de l'Université Toulouse Capitole, juin 2022, 14–26 p. (lire en ligne)

### Articles scientifiques
- Michel Alliot, « La coutume dans les droits originellement africains », Bulletin de liaison du LAJP, nos 7-8,‎ 1985, p. 79–100 (lire en ligne)
- Michel Coutu, « Autonomie collective et pluralisme juridique : Georges Gurvitch, Hugo Sinzheimer et le droit du travail », Droit et société, vol. 90, no 2,‎ 2015, p. 351–372 (ISSN 0769-3362, DOI 10.3917/drs.090.0351)
- Merry, Sally Engle. 1988. “Legal Pluralism.”  Law & Society Review 22: 869-896
- Didier Boden, « Le pluralisme juridique en droit international privé », Archives de philosophie du droit, no 49,‎ 2005, p. 275–316 (ISSN 2428-7180, lire en ligne )
- Baudouin Dupret, « Pluralisme juridique, pluralité de droits et pratiques juridiques : théories, critiques et reformulation praxéologique », Revue générale de droit, vol. 49, no 2,‎ 6 avril 2020, p. 591–623 (ISSN 2292-2512 et 0035-3086, DOI 10.7202/1068530ar, lire en ligne , consulté le 15 octobre 2023)
- Benoit Éthier, « Pluralisme juridique et contemporanéité des droits et des responsabilités territoriales chez les Atikamekw Nehirowisiwok », Anthropologie et Sociétés, vol. 40, no 2,‎ 2016, p. 177–193 (ISSN 0702-8997 et 1703-7921, DOI 10.7202/1037517ar, lire en ligne , consulté le 22 octobre 2023)
- Albane Geslin, « Une brève historiographie de « pluralisme juridique » : quand les usages d’une notion en font un instrument de luttes politiques », Clio@Themis. Revue électronique d'histoire du droit, no 15,‎ 1er février 2019 (ISSN 2105-0929, DOI 10.35562/cliothemis.650, lire en ligne , consulté le 15 octobre 2023)
- (en) Wim Decock, « Collaborative Legal Pluralism. Confessors as Law Enforcers in Mercado’s Advices on Economic Governance (1571) », Zeitschrift des Max-Planck-Instituts für europaïsche Rechtsgeschichte, no 25,‎ 2017, p. 103-114